# 岸じゅんこ
岸 じゅんこ（きし じゅんこ、本名：根岸 淳子<ねぎし じゅんこ>、1953年7月31日 - ）は、日本の元歌手、女優、タレント。身長162cm。B88cm、W56cm、H88cm（1976年2月）。

## 略歴・人物
神奈川県横浜市出身。小学5年生の時に両親が離婚したので、母の元で育つ。
國學院大學文学部在学中から芸能活動を開始。NHKの『ヤング101』に第4期生の一人として加入して、NHK総合テレビジョンの音楽番組『ステージ101』に1973年10月21日から番組が終了した1974年3月まで出演した。『ヤング101』に在籍中の1974年1月に日本コロムビアから「北国ひとりぼっち」をリリース、キャッチフレーズは「レザーが似合う女の子」であった。その後、1975年10月までにシングルを3作発表。
日本テレビの朝のワイドショー番組で台湾を取材したことがきっかけとなって、『テレビ三面記事 ウィークエンダー』のレポーターに抜擢。殺人事件の現場を何回も飛び歩いていたことから、取材から家に帰るといつも玄関先で母に塩を撒いてもらっていたという。
その後、『クイズダービー』（TBSテレビ）等のバラエティ番組でレギュラーを務めた。『クイズダービー』では114勝91敗（5割5分6厘）の成績だった｡
1978年1月に結婚して引退して、専業主婦になった。
所属事務所は1976年1月までスリープロで、その後は T&C ミュージック。1976年当時の公称サイズは身長162cm、B88cm、W58cm、H88cm。趣味はテニス、映画観賞。高校生時代はバスケットボール部に所属し、その後マラソングループに入っていた。

## 出演

### テレビバラエティ
- ステージ101（NHK総合） – ヤング101（1973年10月21日 - 1974年3月31日）
- お国自慢にしひがし（NHK総合） – アシスタント
- テレビ三面記事 ウィークエンダー（日本テレビ） – レポーター（1975年6月 - 1976年4月）
- クイズダービー（TBS） – 2代目4枠レギュラー（1976年4月24日 - 1976年9月25日）
- 11PM（日本テレビ） – 火曜・木曜5代目アシスタント（よみうりテレビ制作分）

### テレビドラマ
- 必殺仕業人（朝日放送） –  千勢 役
- 爆笑ドライブイン（関西テレビ）
- 気まぐれ天使（日本テレビ） –  第15話
- おくどはん（朝日放送） –  第2話
- 空中サーカス殺人事件（テレビ朝日）

### ラジオ
- ザ・パンチ・パンチ・パンチ（ニッポン放送）

## ディスコグラフィ

### シングル
| レコード会社 規格品番 発売日 | 面 | 曲名                   | 作詞       | 作曲       | 編曲     |
| ---------------------------- | -- | ---------------------- | ---------- | ---------- | -------- |
| COLUMBIA EP:P-328 1974年1月  | A  | 北国ひとりぽっち       | 吉岡オサム | ささえいじ | 佐々永治 |
| COLUMBIA EP:P-328 1974年1月  | B  | リンゴの木のある教会堂 | 吉岡オサム | ささえいじ | 佐々永治 |
| COLUMBIA EP:P-368 1974年9月  | A  | 愛されてる日曜日       | 千家和也   | 宮内国郎   | 宮内国郎 |
| COLUMBIA EP:P-368 1974年9月  | B  | ふたりでひとり         | 千家和也   | 宮内国郎   | 宮内国郎 |
| COLUMBIA EP:P-435 1975年10月 | A  | あなたの町             | 山口あかり | 渡辺博史   | 丸山雅仁 |
| COLUMBIA EP:P-435 1975年10月 | B  | 野菊の丘               | 山口あかり | 渡辺博史   | 丸山雅仁 |